# Кофе Туба

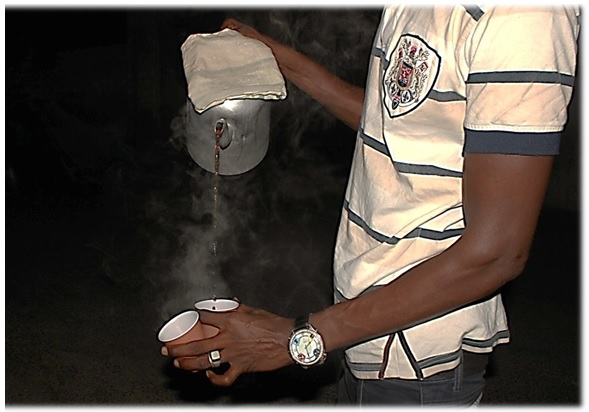

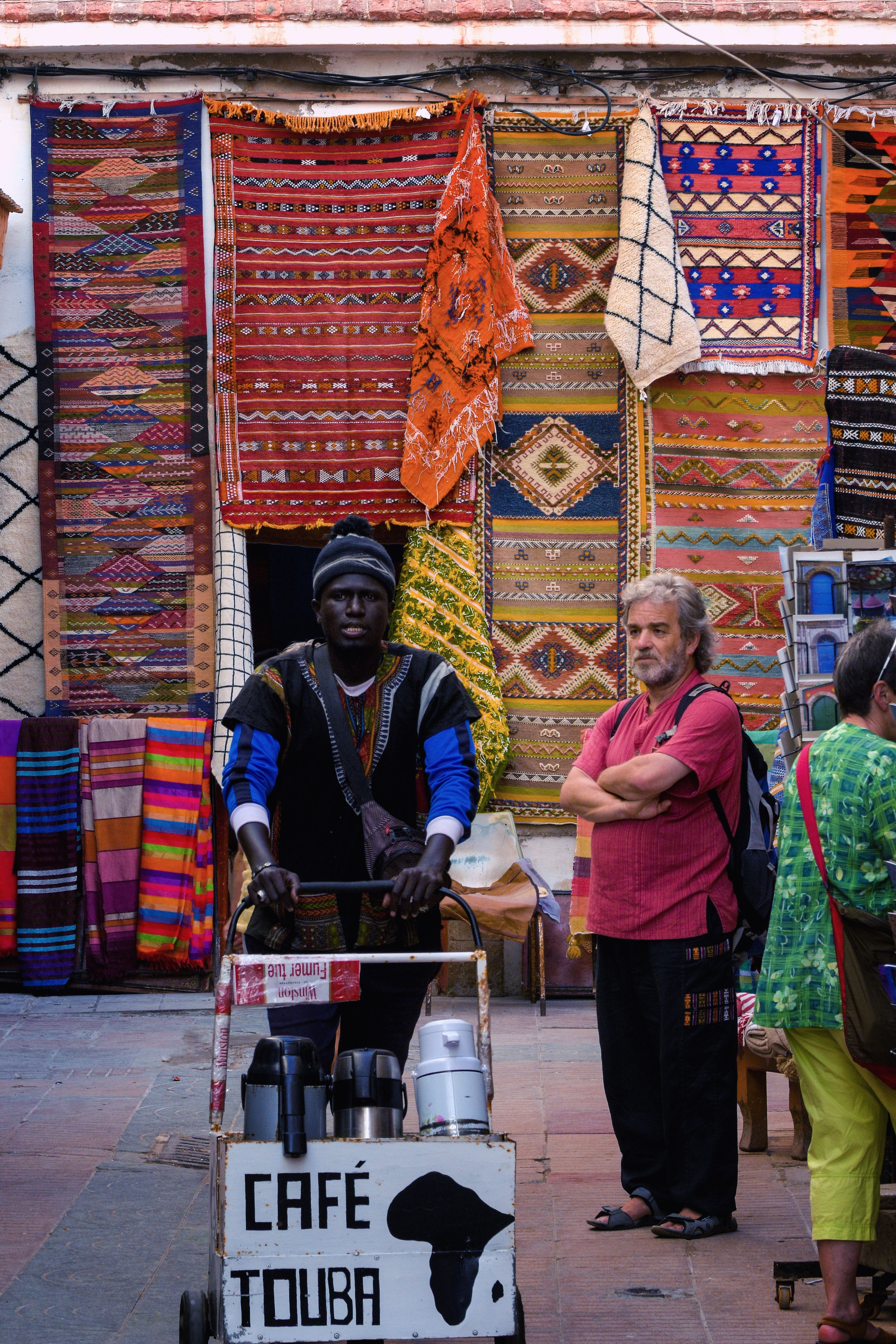

Кофе Туба (Arabic Ṭūbā) — это вид кофе, который является самым популярным традиционным напитком жителей Сенегала.
Кофе Туба готовят используя зёрна африканского кофе с добавлением чёрного гвинейского перца (зерна Селима (Xylopia aethiopica)) и молотой гвоздики. Именно использование гвинейского перца отличает кофе Туба от других видов кофе. Сам перец импортируется в Сенегал из Кот-д'Ивуара и Габона. Стоимость гвинейского перца выше стоимости кофейных зёрен.

## Способ приготовления
Перец вместе с гвоздикой смешивают с жареным кофе в зёрнах. После все ингредиенты измельчают в порошок и добавляют в пропорции 1 литр воды (доведённой до кипения) на 50 гр кофейной смеси. Напиток готовится методом фильтрования. Традиционно кофе Туба подается с большим количеством сахара, но без молока.

## История напитка
Своё название кофе Туба получил в честь мусульманского религиозного центра Сенегала города Туба. Считается что напиток был придуман суфийским шейхом и основателем тариката Мюридия — Амаду Бамба Мбаке, в 1902 году когда он вернулся домой после ссылки в Габоне, в которую его отправили французские колониальные власти. С тех пор кофе Туба является одним из символов братства и его пьют на церемониях и праздничных мероприятиях ордена Мюридия.